# Urbain Molmans
Urbanus Cornelis (Urbain) Molmans (Gent, 8 november 1879 -  Outremont, 26 mei 1940) was een Belgische roeier. Hij was lid van de Sport Nautique de Gand. Hij veroverde in het roeien 13 Europese titels.

## Roeien
Molmans begon in 1901 met roeien. Vanaf 1902 vormde hij een boot met Guillaume Visser. Samen veroverden ze vijf Europese titels in de twee met stuurman. Met zijn club Sport Nautique de Gand werd hij ook vijfmaal kampioen in de vier met stuurman en driemaal met de acht. Hij nam verschillende keren deel aan de Grand Challenge Cup en won driemaal. 

## Coach
Molmans trok in 1912 naar Canada, waar hij trainer werd aan de Universiteit van Montréal. Daar overleed hij in 1940 tijdens een treinramp.

## Palmares

### twee met stuurman
- 1903:  EK in Giudecca
- 1904:  EK in Parijs
- 1905:  EK in Gent
- 1906:  EK in Pallanza
- 1907:  EK in Straatsbrug/Kehl
- 1908:  EK in Luzern
- 1910:  EK in Oostende
- 1911:  EK in Como

### vier met stuurman
- 1903:  EK in Giudecca
- 1904:  EK in Parijs
- 1905:  EK in Gent
- 1906:  EK in Pallanza
- 1907:  EK in Straatsbrug/Kehl
- 1910:  EK in Oostende

### acht
- 1903:  EK in Giudecca
- 1904:  BK in Brussel
- 1904:  EK in Parijs
- 1904:  BK in Terdonk
- 1905:  EK in Gent
- 1906:  Grand Challenge Cup op de Henley Royal Regatta
- 1907:  Grand Challenge Cup op de Henley Royal Regatta
- 1908:  BK in Oostende
- 1909:  Grand Challenge Cup op de Henley Royal Regatta
- 1910:  BK in Brussel
- 1910:  EK in Oostende